# Phyllomedusa camba
Phyllomedusa camba es una especie de anfibio de la familia Phyllomedusidae.
Habita en el norte de Bolivia, oeste de Brasil y sudeste de Perú.
Sus hábitats naturales incluyen bosques tropicales o subtropicales secos y a baja altitud, marismas intermitentes de agua dulce, jardines rurales y zonas previamente boscosas ahora muy degradadas.